# Erva-de-passarinho
Erva-de-passarinho ou visco é como são descritas as plantas arbustivas hemiparasitas das famílias Loranthaceae e Santalaceae, pertencentes à Ordem das Santalales. Nativa em todos os continentes do mundo, parasita diversas espécies de árvores de grande porte.

## Denominações
Visco é a denominação popular mais comum em Portugal, mas a planta também é conhecida como visgo ou agárico. No Brasil, ela é amplamente conhecida como erva-de-passarinho ou enxerto-de-passarinho.
Os indígenas brasileiros, contudo, a conheciam como guirarepoti, que em língua tupi significa “excremento de aves” (guira = ave, repoti ou tepoti = excremento). Isso indica que os povos indígenas do Brasil já conheciam as ervas-de-passarinho muito antes de ela ser descrita pela taxonomia oficial. Acredita-se que os índios provavelmente observaram alguma espécie de ave, como os gaturamos do gênero Euphonia, defecando as pequenas sementes de alguma erva-de-passarinho, como as do gênero Phoradendron.

## Espécies
As espécies europeias e asiáticas são:
- Viscum album, que apresenta três subespécies:
  - Viscum album mali, com bagas brancas, apresenta folhas ovaladas de bordos lisos em pares ao longo do caule lenhoso. Parasita árvores do género Populus e Crataegus, e a macieira, o limoeiro, entre outras.
  - Viscum album abietis, o visco dos abetos.
  - Viscum album pini, que parasita os pinheiros no centro e sul da Europa e norte da Turquia.
- Viscum cruciatum, que é hemiparasita da oliveira.

Na Austrália, a mais conhecida é a espécie Dendrophthoe glabrescens.
No Brasil, ocorrem em duas famílias: Loranthaceae e Santalaceae, com os seguintes gêneros:
- Loranthaceae
  - Cladocolea Tiegh.
  - Gaiadendron G.Don
  - Ligaria Tiegh.
  - Oryctanthus (Griseb.) Eichler
  - Oryctina Tiegh.
  - Passovia H.Karst.
  - Peristethium Tiegh.
  - Phthirusa Mart.
  - Psittacanthus Mart.
  - Pusillanthus Kuijt
  - Struthanthus Mart.
  - Tripodanthus (Eichler) Tiegh.[7]

- Santalaceae
  - Acanthosyris (Eichler) Griseb.
  - Antidaphne Poepp. & Endl.
  - Arjona Cav.
  - Dendrophthora Eichler
  - Eubrachion Hook.f.
  - Jodina Hook. & Arn. ex Meisn.
  - Phoradendron Nutt.
  - Thesium L.[7]

## Ecologia
As ervas-de-passarinho são plantas cuja dispersão de sementes se dá a partir da planta-mãe, sendo feita por aves frugívoras ou morcegos através de defecação ou regurgitação sobre as futuras plantas hospedeiras ou sobre seus galhos, como ocorre nos gêneros Struthanthus e Psittacanthus.

## Usos

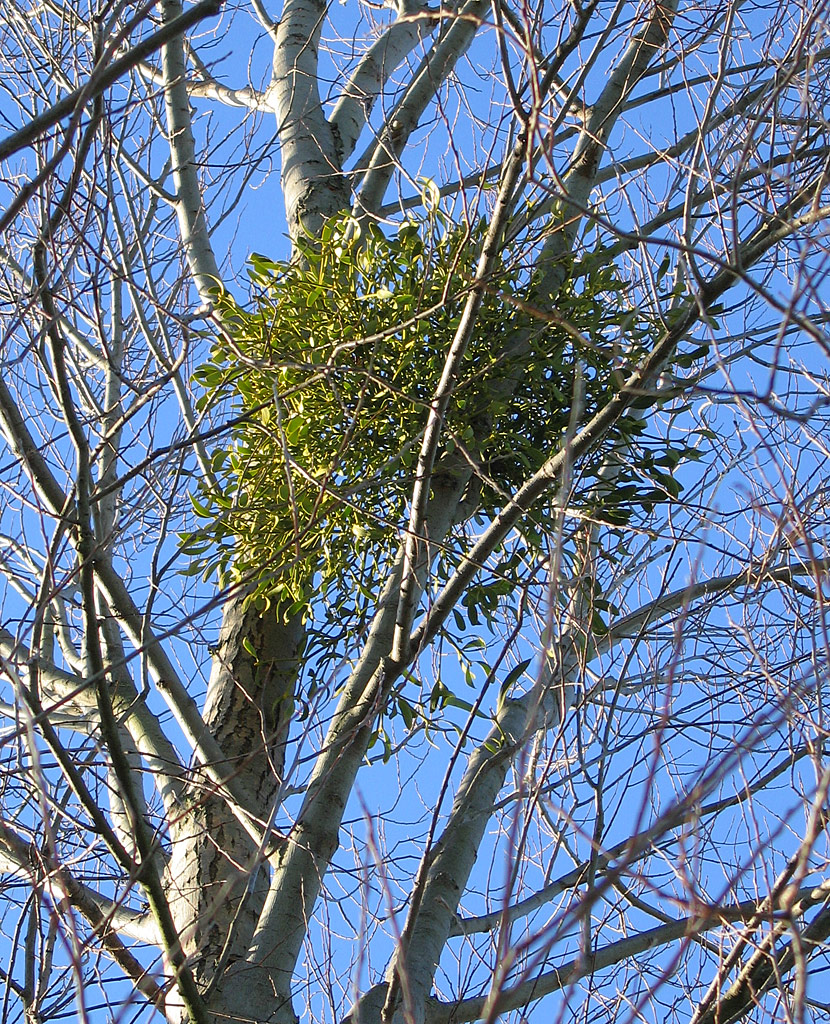
Tufo de visco num choupo

As bagas de algumas espécies possuem propriedades medicinais e, por isso, a planta era utilizada como remédio para a epilepsia e distúrbios nervosos, para doenças cardíacas, hipertensão e para a digestão.
Na Europa, a planta está associada em algumas culturas às festividades do Natal, assim como o azevinho, ou ao renascimento, havendo uma lenda escandinava que diz que duas pessoas que se encontram debaixo de um visco devem se beijar para celebrar com amor a ressurreição de Balder, divindade da mitologia nórdica. Já os druidas a tinham como planta sagrada e sempre a colhiam no inverno, quando realizavam seus importantes atos religiosos.
Na série em quadrinhos Asterix, o druida Panoramix colhia o gui (“visco” em francês) das árvores.

## Estudo
O principal taxonomista das ervas-de-passarinho é o canadense Job Kuijt, mas há especialistas em quase todas as famílias. Destaca-se também o trabalho de Daniel L. Nickrent, que aborda não somente ervas-de-passarinho, mas plantas parasitas no geral, com foco em análises moleculares. 
Quanto às ervas-de-passarinho brasileiras, em 2012 foi publicado uma ampla revisão da literatura sobre ecologia das espécies neotropicais, com ênfase nas que ocorrem no Brasil.